# Cha Sang-hae
Cha Sang-Hae (차상해?, 車相海?; 20 ottobre 1965) è un ex calciatore sudcoreano, di ruolo attaccante.